# Maxime Le Marchand
Maxime Le Marchand, född 11 oktober 1989, är en fransk före detta fotbollsspelare som senast spelade för franska Strasbourg.

## Klubbkarriär
Den 12 juli 2018 värvades Le Marchand av Fulham. Den 1 februari 2021 lånades han ut till belgiska Royal Antwerp på ett låneavtal över resten av säsongen 2020/2021.
Den 26 augusti 2021 värvades Le Marchand av franska Strasbourg, där han skrev på ett tvåårskontrakt.